# Catharina Conti
Catharina Conti, auch Caterina Conti (geboren um 1950), ist eine deutsche Schauspielerin, die in den 1970er Jahren vorwiegend in Erotik- und Unterhaltungsfilmen mitspielte.

## Leben
Catharina Conti stammt aus München und kam im Alter von 18/19 Jahren zum Film. In den 70er Jahren stand sie als Filmschauspielerin u. a. unter der Regie von Franz Antel, Franz Josef Gottlieb, Harald Reinl, Werner Jacobs, Georg Tressler und Niklaus Schilling vor der Kamera. In einem Vorbericht zu den Dreharbeiten des Abenteuerfilms Der Schrei der schwarzen Wölfe (1972), in dem sie die „geistig eingeschränkte“ Alaska-Indianerin Akaena spielte, wurde sie als „Neuentdeckung“ beim Film bezeichnet. In der Filmkomödie Außer Rand und Band am Wolfgangsee (1972) lieh die Schauspielerin Angelika Bender ihr ihre Stimme.
Ab 1980 lebte Conti in New York. Anfang der 80er Jahre wirkte sie in zwei Filmen des Underground-Filmemachers Lothar Lambert mit.
Nach einer längeren Filmpause war sie unter der Regie von Franz Antel in der deutsch-österreichischen Unterhaltungsserie Almenrausch und Pulverschnee (1993) in einer wiederkehrenden Rolle als Hotelchefin Beate zu sehen.

## Filmografie
- 1971: Cream – Schwabing-Report
- 1972: Außer Rand und Band am Wolfgangsee
- 1972: Liebesspiele junger Mädchen – Muntere Pärchen packen aus
- 1972: Meine Tochter – deine Tochter
- 1972: Der Schrei der schwarzen Wölfe[7]
- 1973: Blau blüht der Enzian
- 1973: Alter Kahn und junge Liebe
- 1974: Alpenglüh’n im Dirndlrock
- 1974: Ach jodel mir noch einen
- 1974: Zwei im siebenten Himmel
- 1976: Inspektion Lauenstadt (Fernsehserie, eine Folge)
- 1977: Die Vertreibung aus dem Paradies
- 1983: Paso Doble. Ein Paar tanzt aus der Reihe
- 1983: Fräulein Berlin
- 1993: Almenrausch und Pulverschnee (Fernsehserie, drei Folgen)